# Idaea libycata
Idaea libycata là một loài bướm đêm trong họ Geometridae.